# Krebs (Oberstaufen)
Krebs (mundartlich: Kreəbs, uf Kreəbs ni) ist ein Gemeindeteil der Marktgemeinde Oberstaufen im bayerisch-schwäbischen Landkreis Oberallgäu.

## Geographie
Der Weiler liegt circa vier Kilometer südwestlich des Hauptorts Oberstaufen im Weißachtal. Nördlich von Krebs verläuft die Weißach.

## Ortsname
Der Ortsname stammt vom Familiennamen Kreb(s) und bedeutet Siedlung des Kreb(s).

## Geschichte
Krebs wurde erstmals urkundlich im Jahr 1783 erwähnt. Im Jahr 1770 fand die Vereinödung des Ortes statt. 1808 wurden sechs Anwesen im Ort gezählt. Der Ort gehörte bis zur bayerischen Gebietsreform 1972 der Gemeinde Aach im Allgäu an.